# Halone sinuata
Halone sinuata är en fjärilsart som beskrevs av Hans Daniel Johan Wallengren 1860. Halone sinuata ingår i släktet Halone och familjen björnspinnare. Inga underarter finns listade i Catalogue of Life.